# Пенинга (посёлок)
Пе́нинга (карел. Pieninkä) — посёлок, административный центр Пенингского сельского поселения Муезерского района Республики Карелия Российской Федерации.

## Общие сведения
Расположен на берегах малых озёр Тервалампи и Коверолампи, в 60 км по автодороге к югу от посёлка Муезерский. В 3 км к юго-востоку от посёлка находится одноимённая железнодорожная станция Пенинга линии Суоярви—Юшкозеро.
В посёлке действует фельдшерский пункт, дом культуры, библиотека, почта, Сбербанк.

## История
12 января 1922 года в поселке произошел бой между финским отрядом Лассу и красным диверсионным отрядом Антикайнена.

## Достопримечательности
Сохраняется памятник истории — Братская могила советских воинов-пограничников, погибших в годы Великой Отечественной войны, в которой захоронен капитан Г. Ф. Землянский (1910—1941), бросившийся на пулемёт при прорыве из окружения 16 июля 1941 года — предшественник подвига Александра Матросова.

## Население
| 2002 | 2009 | 2010 | 2013 |
| ---- | ---- | ---- | ---- |
| 882  | ↘796 | ↘631 | ↘578 |

## Улицы
- ул. Гагарина
- ул. Карельская
- ул. Ленина
- ул. Лесная
- ул. Мира
- ул. Молодёжная
- пер. Набережный
- ул. Новая
- ул. Приозёрная
- ул. Советская
- ул. Строителей
- пер. Строителей
- ул. Студенческая
- пер. Химиков